# Médaille coloniale
La médaille coloniale est une décoration française créée par l'article 75 de la loi de finances du 26 juillet 1893 pour récompenser « les services militaires dans les colonies, résultant de la participation à des opérations de guerre, dans une colonie ou un pays de protectorat ». Elle n'est plus décernée. Un décret du 6 juin 1962 a modifié l'appellation « coloniale » pour l'appellation « outre-mer ».

## Histoire
Instituée par l'article 75 de la loi de finances du 26 juillet 1893, le décret d’application, en date du 6 mars 1894, énumère les opérations militaires menées par la France dans ses colonies ou protectorats (Algérie - Maroc - Cochinchine - Côte d'Or – Îles Marquises – Nossi-Bé – Nouvelle-Calédonie – Sénégal et Soudan – Îles de la Société – Tunisie) ouvrant droit à cette décoration. Le champ d’application du décret a un large effet rétroactif, puisque les premières opérations prises en compte pour l’attribution de la Médaille coloniale remontent à 1827, soit au tout début de la conquête de l'Algérie. Elle est systématiquement attribuée avec une agrafe rappelant le territoire de l'opération militaire.
La loi du 27 mars 1914 ajoute la possibilité de recevoir la médaille coloniale sans agrafe pour les militaires du rang et sous-officiers qui comptent dix années de services effectifs et pour les officiers qui comptent quinze années de services effectifs et qui ont servi en activité et avec distinction pendant six ans au moins dans les territoires du sud de l'Algérie et de la Tunisie, dans les colonies ou pays de protectorat autres que la Réunion, l'Inde française, Saint-Pierre-et-Miquelon et les possessions françaises du Pacifique et des Antilles. Le décret d'application du 5 octobre 1920 précise que le titulaire de la médaille coloniale avec agrafe ne peut pas prétendre à la médaille coloniale sans agrafe et que le titulaire de la médaille coloniale sans agrafe qui se verrait remettre une agrafe la porterait sur le ruban de la médaille coloniale qu'il détient déjà.
Depuis sa création, de très nombreux autres textes réglementaires sont venus modifier ou compléter les territoires ouvrant droit à l'attribution de cette médaille. Le décret du 6 juin 1962 remplace cette décoration en la renommant médaille d'outre-mer.

## Médaille
L'article 4 du décret du 6 mars 1894 fixe les caractéristiques de la médaille. Le jeton de 30 mm de diamètre est en argent. À l’avers de celui-ci on trouve l’effigie casquée de la République avec en exergue « République française ». Au revers, une mappemonde occupe le champ central, posée sur une ancre accostée d’un trophée d’armes. Le ruban, sur lequel peuvent venir se positionner les agrafes, est à raies verticales blanches et bleues. Sa largeur peut varier de 35 à 37 mm.
Le dessin de la médaille est attribué au capitaine de frégate Marie-Nicolas Saulnier de La Pinelais. Sa fabrication était réalisée par l’administration de la Monnaie de Paris et par une entreprise privée qui avait la charge de la fabrication de la douille, de la bélière à feuillage et des agrafes à pinces de rabattement échancrées. Les ensembles devaient être livrés complets aux ministères de la Marine et de la Guerre. Le ruban, la brochette d'assemblage et le montage faisaient également partie de la fourniture.
Les deux ministères se chargeaient ensuite de remettre gratuitement les médailles aux bénéficiaires, avec un retard certain puisqu’elles n’étaient pas disponibles immédiatement. Seuls les diplômes qui accompagnent toujours l’attribution de la Médaille étaient délivrés dans les délais. Le monopole de la Monnaie de Paris et la lourdeur de son administration firent donc les beaux jours du marché privé, obligeant l’administration à autoriser les fabrications « parallèles » dans la mesure où ces dernières respectaient les règles imposées. Malgré tout, certains modèles dits « marginaux » firent leur apparition.
C’est en 1913 que la Monnaie de Paris décida de prendre intégralement à sa charge la fabrication de la Médaille coloniale. Ce second type officiel voit son jeton redessiné et gravé par Edmond-Émile Lindauer. La signature de Georges Lemaire apparaît en creux alors que sur le premier type officiel, celle-ci était en relief. La bélière à feuillage devient uniface et la douille est formée de deux troncs de cônes. Pendant une très courte période les pinces à rabattement seront arrondies au lieu d’être échancrées. De nombreuses fabrications privées verront également le jour.

## Agrafes

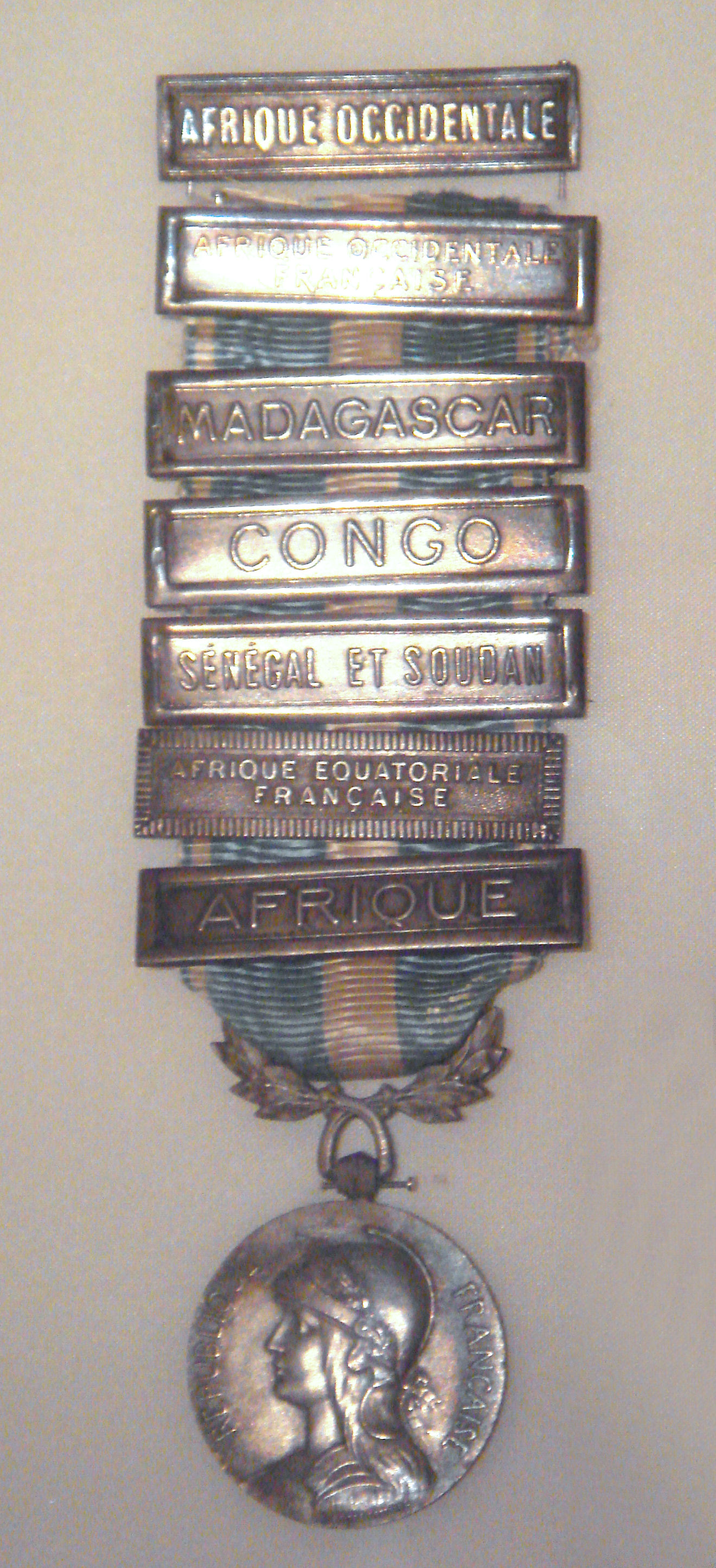
Médaille coloniale avec barrettes : « AFRIQUE OCCIDENTALE », « AFRIQUE OCCIDENTALE FRANÇAISE », « MADAGASCAR », « CONGO », « SÉNÉGAL ET SOUDAN », « AFRIQUE ÉQUATORIALE FRANÇAISE » et « AFRIQUE ».

Malgré ses différents types de fabrication, la médaille coloniale est d’un modèle identique quelle que soit la campagne pour laquelle elle est attribuée. Seule l’agrafe qui vient se fixer sur le ruban, permet d’identifier la campagne qui a ouvert droit au port de la médaille. Exclusion faite de l’attribution "sans agrafe".
Si la fabrication des jetons relevait à l’origine du monopole de la Monnaie de Paris, celle des agrafes n’était pas exclusive. Les fabricants privés proposèrent les intitulés d’agrafes officiels, mais ils en créèrent également de nouvelles à la demande. Seuls les poinçons apposés sur les agrafes permettent de les dater et d’identifier leurs fabricants.
En plus des 54 modèles officiels, 119 intitulés différents ont ainsi été recensés. Ce chiffre, multiplié successivement par le nombre de fabricants (toutes époques confondues) et par la quantité réalisée par chacun, nous donnent plusieurs centaines de variétés et près de deux millions d’exemplaires d’agrafes produits soit par l’État, soit dans le privé.
Quatre agrafes spéciales, qui ont été réalisées à l’occasion de grandes missions, méritent l'attention. Il s’agit des agrafes « De l’Atlantique à la mer Rouge » pour la longue et périlleuse mission du commandant Marchand, « Mission saharienne » du commandant Lamy, « Centre africain » de la mission Gentil et « Gabon-Congo » pour les missions d’exploration dans l’Ouest africain dirigées par Savorgnan de Brazza. Mais au-delà de l’objet, c’est dans le mythe de ces grandes explorations, menées avec des moyens de fortune et à travers d’immenses territoires inconnus et dangereux, que réside (en plus de leur rareté), l’intérêt de ces très belles agrafes, généralement en or ou en argent.
Agrafes officielles :
Campagnes antérieures à la IIIe République :
- ALGÉRIE
- SÉNÉGAL ET SOUDAN
- ÎLES MARQUISES
- ÎLES DE LA SOCIÉTÉ
- NOSSI-BÉ
- CÔTE D’OR
- NOUVELLE-CALÉDONIE
- COCHINCHINE
- MADAGASCAR

Campagnes de la IIIe République :
- TUNISIE
- TONKIN
- COMORES
- CÔTE D’IVOIRE
- GUYANE
- CONGO
- LAOS ET MÉKONG
- DAHOMEY
- HAUT MÉKONG
- DE L’ATLANTIQUE À LA MER ROUGE
- SAHARA
- MISSION SAHARIENNE
- AFRIQUE OCCIDENTALE FRANÇAISE
- CENTRE AFRICAIN
- TCHAD
- AFRIQUE
- GABON CONGO
- ASIE
- GUINÉE FRANÇAISE
- MAURITANIE
- ADRAR
- AFRIQUE ÉQUATORIALE FRANÇAISE
- MAROC
- MAROC 1925
- MAROC 1925-1926
- CÔTE DES SOMALIS
- INDOCHINE

État français :
- AFRIQUE OCCIDENTALE FRANÇAISE (DAKAR)
- INDOCHINE (THAÏLANDE 1940)
- CÔTE DES SOMALIS
- CÔTE DES SOMALIS 1940-1941

France libre et IVe République :
- ÉRYTHRÉE
- LIBYE
- KOUFRA
- FEZZAN
- ÉTHIOPIE
- BIR HACHEIM 1942
- SOMALIE
- FEZZAN – TRIPOLITAINE
- AFRIQUE FRANÇAISE LIBRE
- BIR HAKEIM
- TRIPOLITAINE
- TUNISIE 1942 – 1943
- EXTRÊME-ORIENT
- MADAGASCAR

## Récipiendaires notoires
- Hubert Amyot d'Inville
- Marcel Éric Audemard d'Alançon
- René Babonneau
- Marcel Bigeard
- Anton Docher
- Raoul Duault
- Romain Gary
- Jean Gilles
- Louis de Grandmaison
- Jacques Massu
- Pierre Messmer
- Charles Monier
- Henri Mordacq
- Henri Rieunier
- Saïd Slimani
- Paul Térade